# Cultura Fakhuriana
A Cultura Fakhuriana desenvolveu-se entre 21000-19500 AC, tendo ela sido uma indústria baseada inteiramente em ferramentas microlíticas; suas ferramentas eram laminas apoiadas, peças retocadas, perfuradores, entalhes, denticulados, raspadores finais, truncamentos e denticulados. Foram evidenciados restos faunísticos de búfalos, gazelas e bovinos.